# Парціальний тиск
Парціа́льний тиск (від лат. partialis — частковий) — внесок газу певного роду в загальний тиск суміші газів і відповідає тиску, під яким перебував би газ, що входить до складу газової суміші, коли б він один займав об'єм, рівний об'ємові суміші при тій самій температурі.
Парціальний тиск окремої складової частини (компонента) суміші, якщо її можна вважати ідеальним газом, визначається за формулою:
{\displaystyle p_{i}=\nu _{i}{\frac {RT}{V}},}
де {\displaystyle \nu _{i}} — кількість речовини даної (і-тої) компоненти, R — газова стала, T і V — відповідно, температура та об'єм суміші.
Згідно із законом Дальтона у випадку ідеальних газів парціальні тиски окремих компонентів суміші газів сумуються
{\displaystyle p=\sum _{i}p_{i}\,.}
Парціальний тиск кожного із компонентів пропорційний частці цього компонента в суміші газів.
{\displaystyle p_{i}=x_{i}p},
де
{\displaystyle x_{i}={\frac {\nu _{i}}{\nu }}},
{\displaystyle \nu _{i}} — кількість речовини i-го газу в суміші, {\displaystyle \nu } — загальна кількість речовини газу.
Парціальні тиски кожного з компонентів можуть бути розраховані, використовуючи рівняння стану, таким чином приведена формула задає рівняння стану суміші.

## Парціальний об'єм
Парціальний об'єм і-того компонента суміші — об'єм, який мав би цей компонент, якби його тиск дорівнював тиску суміші.

## Інтернет-ресурси
1. 1 2 3 4  9-19 // Quantities and units — Part 9: Physical chemistry and molecular physics — 2 — ISO, 2019. — 17 p.